# Balla (Pieria)
Balla o Valla era un'antica città della Macedonia nella regione della Pieria.
La città si trovava all'interno della regione in una zona montagnosa dei Monti della Pieria nella valle dell'Aliacmone a sud-ovest di Filace. È possibile che si trovasse dove oggi c'è Palaiogratsano (Velventos).
Balla viene menzionata da Plinio nella Naturalis Historia.